# Robert Veselovsky
Robert Veselovsky (n. 2 septembrie 1985, Nitra, Cehoslovacia, astăzi în Slovacia) este un jucător de fotbal slovac care joacă pentru clubul Mladá Boleslav.